# جرعان (العدين)

تعديل مصدري - تعديل

جرعان محلة تابعة لقرية القفر، التابعة لعزلة قداس بمديرية العدين إحدى مديريات محافظة إب في الجمهورية اليمنية، بلغ تعداد سكانها 226 حسب تعداد اليمن لعام 2004.